# 폰토쵸

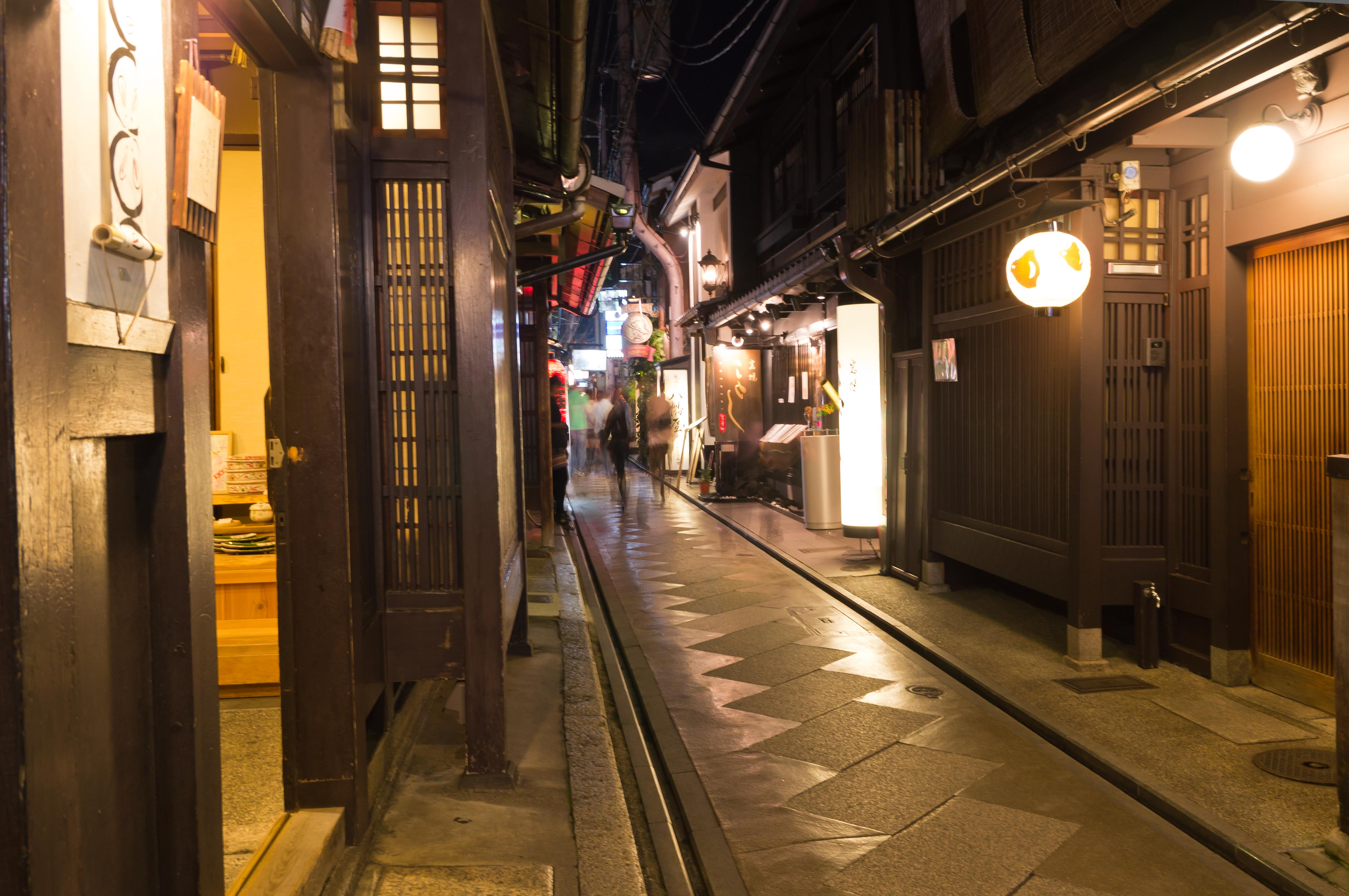
폰토쵸 밤거리

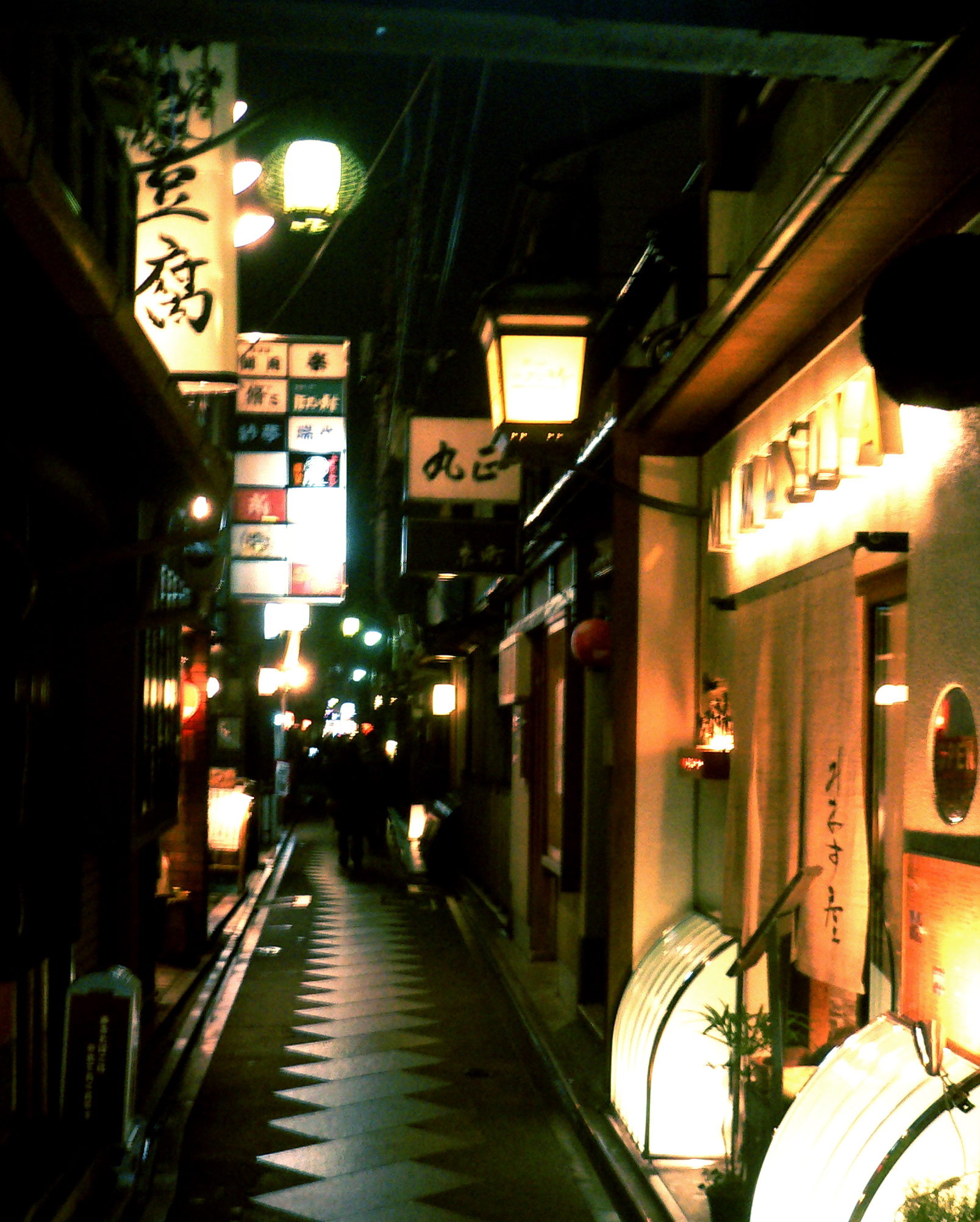
폰토쵸 밤거리

폰토쵸(일본어: 先斗町)는 일본 교토에 위치한 게이코(기방), 마이코, 다방 등으로 유명한 하나마치다. 기온거리 처럼, 폰토쵸 역시 전통 건물과 문화가 잘 보존되어 있는 곳이다.

## 어원
폰토쵸라는 의미는 포르투갈어로 다리를 의미하는 "ponte"와 일본어로 마을을 의미하는 "-chō"가 합쳐서 만들어진 단어다.

## 같이 보기
- 기온 (교토시)
- 가미히치켄
- 시마바라 (교토)